# Península de Giens
A península de Giens (em occitano:  lenga de Gienh ou lengo de Gien é uma península no departamento de Var, no sul da França, ligada ao continente por um duplo tômbolo. Há vários locais turísticos na península. Ao largo situam-se as ilhas d'Hyères. Foi em tempos uma ilha.
[[Ficheiro:Îles_d'Hyères_topographic_map-fr.svg|esquerda|thumb|250px|A península de Giens e as ilhas d'Hyères.